# Ист 180-я улица (линия Уайт-Плейнс-роуд, Ай-ар-ти)
|     |   |   |     |   |   |     |   |   |   |  |   |   |   |
| · л | · | · | · э | · | · | · л | · | · | · |  | · | · | · |

|     |   |   |     |   |   |     |   |   |   |  |   |   |   |
| · л | · | · | · э | · | · | · л | · | · | · |  | · | · | · |

«Ист 180-я улица» (англ. East 180th Street) — станция Нью-Йоркского метрополитена, расположенная на линии Уайт-Плейнс-роуд, Ай-ар-ти.  На станции останавливаются маршруты 2 (круглосуточно) и 5 (круглосуточно). Станция является конечной для маршрута 5: северной в часы пик в пиковом направлении и южной ночью. Экспресс-путь используется маршрутом 5 (в часы пик в пиковом направлении, а также ночью). Локальные пути используются маршрутами 2 (круглосуточно) и 5 (круглосуточно, кроме часов пик в пиковом направлении и ночи). Станция представлена двумя островными платформами, обслуживающими три пути.
К северу от станции пути разветвляются: трёхпутная линия Уайт-Плейнс-роуд (маршруты 2 круглосуточно и 5 в часы пик в пиковом направлении) продолжается на северо-запад, а на северо-восток от неё отходит двухпутная линия Дайр-авеню (маршрут 5 круглосуточно). Кроме того, рядом со станцией находятся депо «Ист 180-я улица» и «Юнипорт», и имеются ветки, ведущие в эти два депо и обратно.

## История
Станция была открыта 3 марта 1917 года, на эстакаде. Первоначально через станцию проходили поезда только от Ниреид-авеню и 241-й улицы, но в 1937 году, после прекращения деятельности ж/д компании NYW&B, городом Нью-Йорком был выкуплен участок линии, который после этого был переименован в линию Дайр-авеню. В 1940 рядом была построена пересадочная станция — конечная точка новой линии, по которой начал действовать челнок, но в 1957 было построено пролётное соединение обеих линий, и жители районов вдоль линии Дайр-авеню смогли без пересадок ездить в Манхэттен и другие районы Нью-Йорка, а соседняя станция была демонтирована. Сегодня эстакада, на которой она находилась, до сих пор сохранена, но не используется.

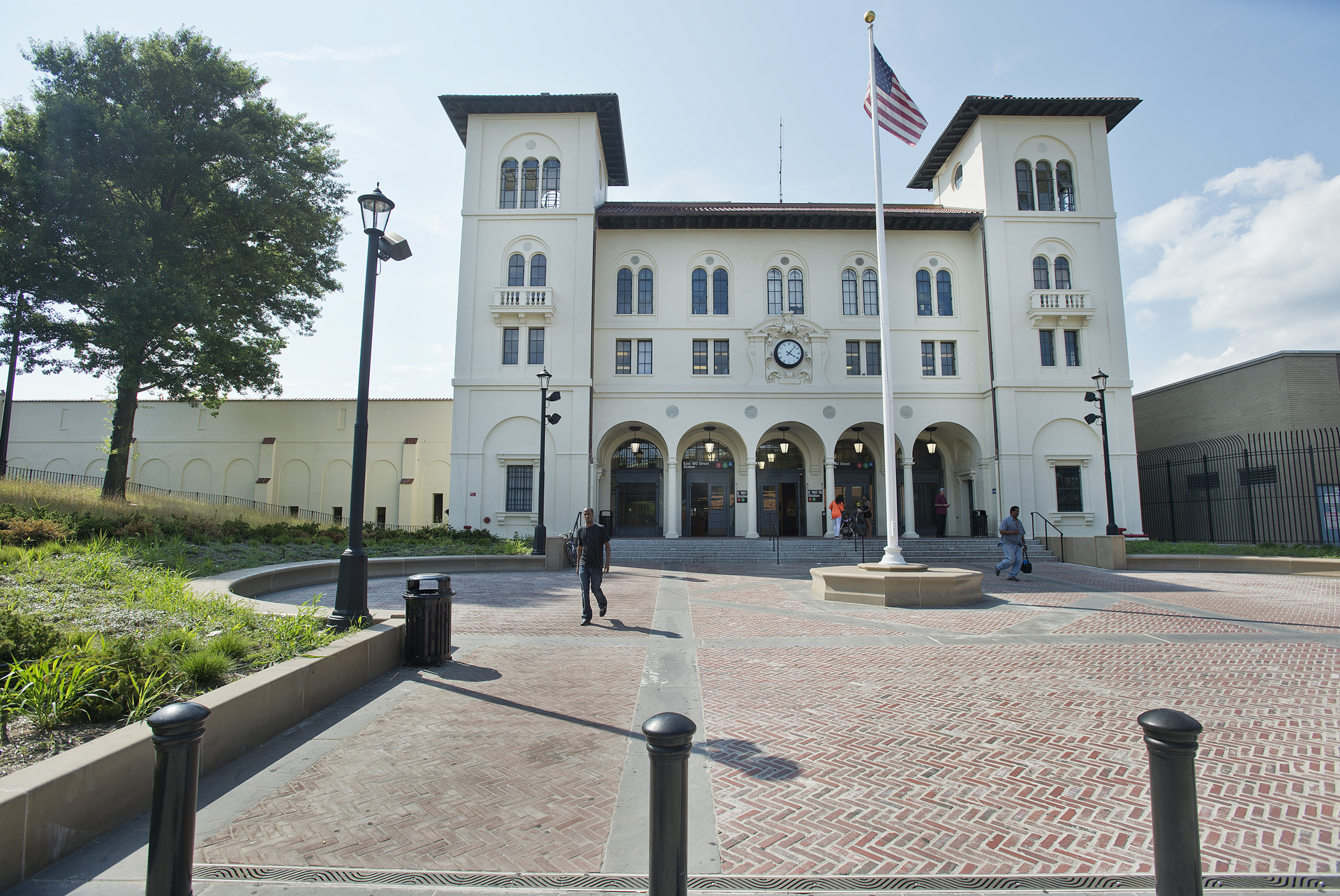
Бывшее административное здание NYW&B, ныне вход на станцию метро
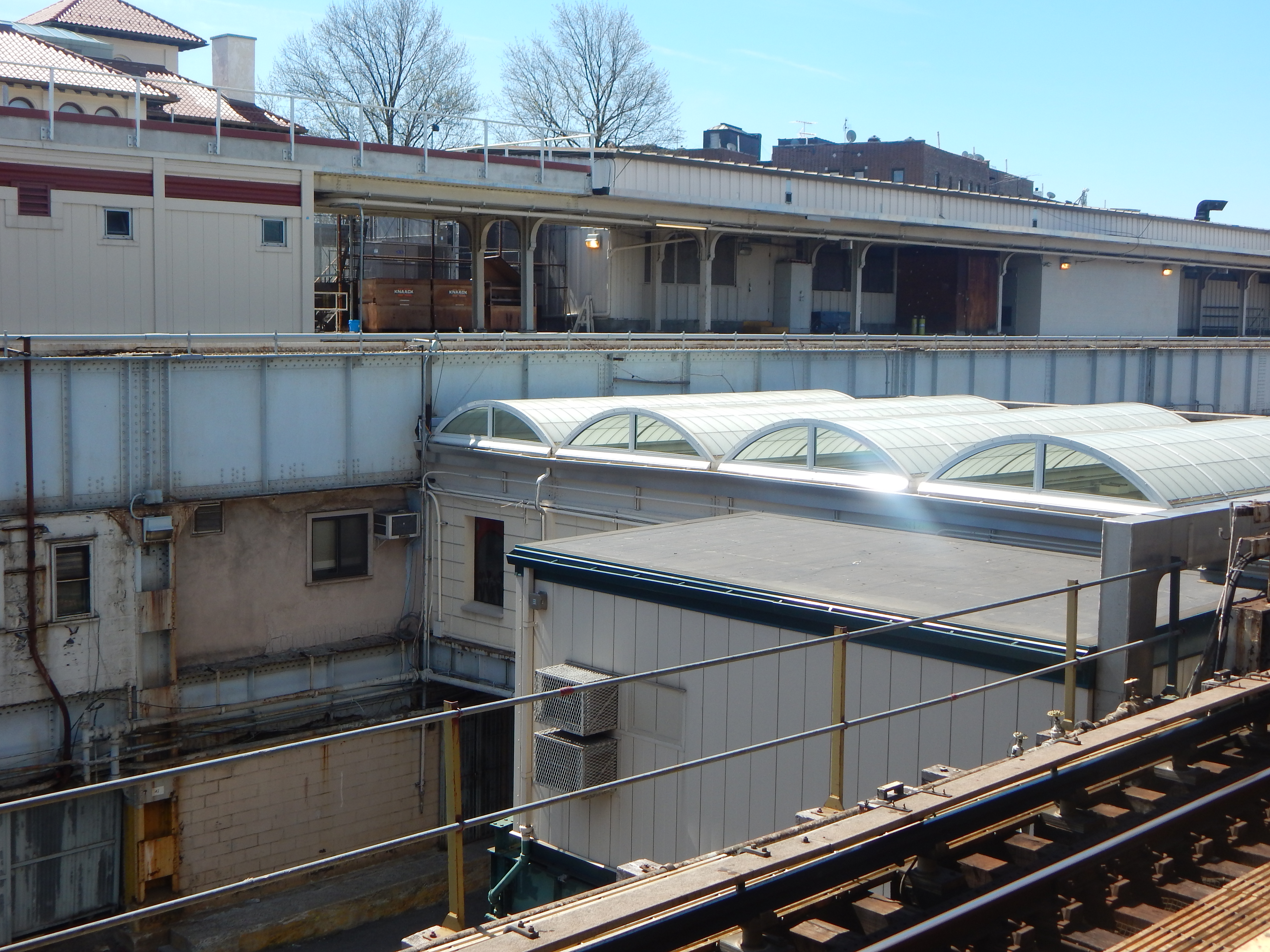
Ныне не используемая платформа, вид с действующей платформы. На заднем плане слева видно бывшее административное здание